# Страхование от перерывов в производстве
Страхование от перерывов в производстве, страхование от простоя производства (англ. business interruption insurance) — разновидность страхования, одна из форм страхования финансовых рисков, которая по законодательству Российской Федерации относится к страхованию предпринимательских рисков. Имеет целью компенсацию ущерба от перерывов в производстве вследствие полной или частичной остановки производственной деятельности предприятия по причине пожара или другого застрахованного риска, например, стихийного бедствия и других.
Данное страхование чаще всего является дополнительным к страхованию от огня. В случае остановки производства на застрахованном предприятии по причинам, которые предусмотрены договором страхования, страховщик компенсирует следующий дополнительный, или косвенный по отношению к основному, ущерб:
- потери дохода (прибыли) вследствие перерыва в производстве;
- дополнительные расходы, связанные с этим событием, например, по сокращению ущерба[1].

## История
Впервые страхование убытков от остановки производства появилось в Англии в 1938 году. В это время появились специальные правила страхования, предусматривавшие возмещение убытков, вызванных огневыми рисками. Данные правила отличались от традиционных правил страхования от огня.

## Английская и американская система формирования страхового покрытия
В процессе становления и развития данного вида страхования возникли два подхода к определению понятия продолжительности восстановительного периода после наступления страхового случая. 
Английская система страхования основана на понятии коммерческой готовности производства после страхового случая. Она основана на следующих принципах:
1. Объём страховой защиты устанавливается исходя из того, что предприятие после страхового случая должно восстановить своё финансовое состояние до того уровня, на каком оно было до наступления страхового случая.
2. Оценка размера ущерба ориентируется на показатели сокращения оборота предприятия. При этом учитывается ущерб в связи с потерей рынка и клиентов. Общеэкономические изменения конъюнктуры рынка исключаются из страхового покрытия.
3. Страховая сумма определяется как прибыль плюс постоянные затраты, которые несёт предприятие в период восстановления производства в течение не более, чем 12 месяцев.
4. Исключаются из страхового покрытия следующие риски:
  - пожар, как следствие жары;
  - пожар, возникший вследствие термической обработки;
  - землетрясения, вулканические извержения;
  - забастовки, гражданские волнения, военные действия и тому подобные события;
  - воздействие ядерной энергии, радиации;
  - умышленные и преднамеренные действия.

Американская система страхования убытков от остановки производства возникла позже (в 1985 году) и используется во многих странах. Договор страхования от убытков вследствие остановки производства выступает как дополнение к договору имущественного страхования. Типичные особенности американской системы состоят в следующем:
1. Страховая защита ограничена периодом технической готовности предприятия. Оплачивается ущерб до момента восстановления предприятия (техническая готовность);
2. Страховая сумма определяется на основе величины дохода на риске, умноженной на определённый коэффициент. Доход на риске складывается из величины годовой чистой прибыли и продолжающихся до технической готовности постоянных затрат
3. Не устанавливается продолжительность периода ответственности страховщика. Вместо этого устанавливается коэффициент, ограничивающий размер страховой суммы;
4. Исключаются из страхового покрытия следующие риски:
  - действия органов власти и законодательные предписания;
  - землетрясения;
  - воздействие ядерной энергии, радиации, радиоактивное заражение;
  - ущерб от воздействия воды (например, наводнение);
  - забастовки, гражданские волнения, военные действия и тому подобные события.

## Особенности возмещения ущерба при страховании убытков от простоя производства
Размер страхового возмещения определяется с использованием данных бухгалтерского учёта страхователя, которые он обязан представить страховщику.
Размер потерянной прибыли может быть определён одним из трёх способов:
- по аналогии с подобными остановками производства на данном предприятия в течение предшествующего периода;
- по аналогии с подобными остановками производства на аналогичных предприятиях;
- прямым подсчётом, исходя из количества невыпущенной продукции и её стоимости.

Из величины недополученной прибыли исключается прибыль, которую предприятие может получить за счет частичного продолжения производства.
Применяется пропорциональная система возмещения ущерба. Если имущество недостраховано, то в соответствующе пропорции выплачивается размер ущерба.
Широко применяется франшиза, размер которой может определяться следующими способами:
- как фиксированная сумма;
- как определённая доля (процент) ущерба;
- как определённое время ожидания, в течение которого ущерб не возмещается;
- как комбинация времени ожидания и денежной суммы.